# 李·泰瑞
李·泰瑞（Lee Terry；1962年1月29日—）是美國的一位政治人物。在1999年至2015年期間，他是內布拉斯加州第2選舉區選出的美國眾議院議員。他的黨籍是共和黨。泰瑞出生在內布拉斯加州奧馬哈。